# Castell de Bolingbroke
El castell de Blongbroke (Bolingbroke Castle) és un castell que es troba a Bolingbroke (o Antic Bolingbroke (Old Bolingbroke) a Lincolnshire.
La zona va ser fortificada en primer lloc pels saxons als segles VI o VII. Al segle xii, els normands van construir un castell de mota i pati en un turó proper per sobre de l'assentament del poble de Bolingbroke.
El castell fou fundat per Ranulf, Comte de Chester, l'any 1220, i el1311 va passar a la Casa de Lancaster. El seu propietari més famós va ser Joan de Gant.
Va quedar parcialment destruït l'any 1643 durant la Guerra Civil anglesa i abandonat poc després. La major part de l'estructura que quedava va caure l'any 1815 i avui el castell esta en ruïnes. La major part del castell es va construir en pedra verda de Spilsby, com l'església propera. Originalment estava envoltat d'un fossat.
El castell va ser excavat als anys 1960 i 1970 i avui és monument nacional. El va mantenir l'English Heritage fins a l'any 1995 quan Heritage Lincolnshire se'n va fer la propietària. Gran part dels murs inferiors encara visibles són els sòls de les torres. A l'estiu, el castell alberga nombrosos esdeveniments, incloent interpretacions d'obres de Shakespeare.

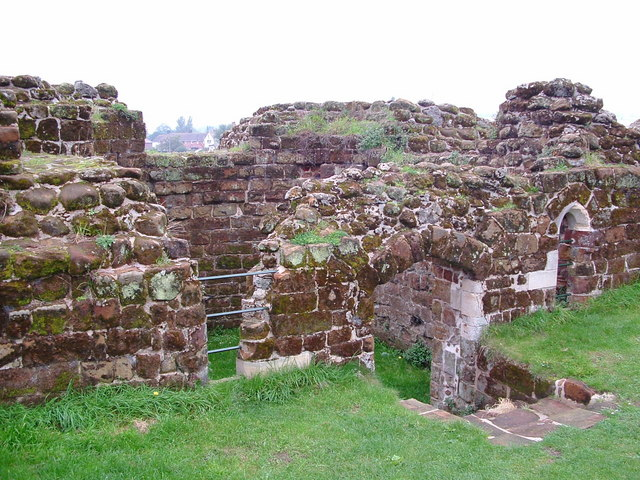
Antic castell de Bolingbroke, avui en ruïnes.

Esdeveniments que van ocórrer en aquest castell van ser:
- Naixement del rei Enric IV d'Anglaterra, (3 d'abril de 1367)
- Naixement i mort de Blanca de Lancaster, esposa de Joan de Gant (1345 i 1369)